# Горьковское (Оренбургская область)
Го́рьковское — село в Новоорском районе Оренбургской области России. Административный центр Горьковского сельсовета.

## История
В 1966 году указом Президиума Верховного Совета РСФСР село центральной усадьбы совхоза имени Максима Горького переименовано в Горьковское.

## Население
| 2010 |
| ---- |
| 687  |

## Улицы
| - ул. Горьковская, - ул. Комарова, - ул. Комсомольская, - ул. Ленина, - ул. Лиманная, | - ул. Луговая, - ул. Набережная, - ул. Октябрьская, - ул. Парковая, - пер. Полевой, | - ул. Пролетарская, - ул. Садовая, - ул. Садыкова, - ул. Шушаева. |

## Известные жители
- Шушаев, Бахтубай (1916—1980) — советский военнослужащий, старшина. Полный кавалер ордена Славы.